# 2 Dywizja Strzelecka
2 Białoruska Dywizja Strzelecka im. M.W. Frunze odznaczona orderem Czerwonego Sztandaru, 2 Mazurska Dywizja Strzelecka odznaczona Orderem Kutuzowa (ros. 2-я стрелковая Белорусская Краснознаменная дивизия им. М.В.Фрунзе, 2-я стрелковая Мазурская ордена Кутузова дивизия) – związek taktyczny piechoty Armii Czerwionej.

## Historia dywizji
Została sformowana 24 września 1919 na bazie rozformowanej 1 Riazańskiej Dywizji Piechoty. W 1932 została przekształcona w dywizję kadrową.
Od 28 kwietnia 1919 do 16 czerwca 1919 jako 1 Riazańska DP uczestniczyła w operacjach bugurusłańskiej, bielebiejskiej i ufijskiej, po czym od czerwca do grudnia 1919 brała udział w obronie Piotrogrodu; 14 listopada 1919 wzięła udział w zdobyciu Jamburga, 22 listopada 1919 - Aleksandrowskiej Górki.
W grudniu 1919 została przedyslokowana nad rzekę Plussa, następnie nad Narwę. Prowadziła tam walki w rejonie Ust-Żardianki (ros. Усть-Жардянка) i na podejściach do Narwi aż do rozejmu z Estonią, kończącego wojnę estońsko-bolszewicką.
Od stycznia do kwietnia 1920 żołnierze dywizji byli zatrudnieni w składzie Armii Pracy (ros. Трудармиа) przy wydobyciu torfu i przygotowaniu paliwa drzewnego (na terenie guberni piotrogrodzkiej) oraz przy budowie Mostu Jamburskiego.
Następnie do czerwca 1920 prowadziła walki na froncie łotewskim (patrole zwiadowcze, obrona przeciwlotnicza), po czym otrzymawszy uzupełnienie została przerzucona na front polski, gdzie od 4 do 23 lipca 1920 w składzie 16 Armii, następnie 3 Armii uczestniczyła w operacji polskiej, zdobywając Świsłocz, stację kolejową Osipowicze, Bobrujsk, Brześć Litewski, Prużany. Od 23 lipca do 25 sierpnia 1920 brała udział w operacji warszawskiej: 1 sierpnia oddziały dywizji przeprawiły się w walce przez rzekę Desna, nacierały na Brześć Litewski, po ciężkich walkach zdobyły forty Kozłowicze i Berg Grafski, po czym przerwały się przez przedmieście i zdobyły stację kolejową; 2 sierpnia z innymi oddziałami dywizja weszła do Brześcia i zajęła pozycje na prawym brzegu Bugu, gdzie prowadziła ciężkie walki o most kolejowy. 17 sierpnia prowadziła uporczywe walki na podejściach do Warszawy w rejonie stacji Wołomin, po czym odeszła spod Warszawy w kierunku na Białystok, ponosząc ogromne straty w warunkach częściowego okrążenia pod Białymstokiem i pod Radoszkowiczami.
Od października 1920 do 1921, do rozejmu z Polską prowadziła służbę pograniczną pod Mińskiem, walcząc z kontrrewolucjonistami na Białorusi.
Od 17 do 28 września 1939 dywizja brała udział w agresji na Polskę; została rozwinięta według etatów czasu wojny, skierowana z rejonu stałej dyslokacji na kierunek Radoszkowicze – Gródek – Trawy – Lida – Grodno – Augustów. Po zakończeniu walk oddziały dywizji ochraniały granicę w rejonie Suwałki – Szczuczyn – Grajewo. 10 października 1939 dywizję marszem przedyslokowano do Osowca drogą Augustów – Szkolnica – Żtaban (ros. Жтабан) – Suchowola – Osowiec.
22 czerwca 1941 o 11 rano dywizja nawiązała kontakt ogniowy z Niemcami 15 km na północ od twierdzy Osowiec, broniła się na rubieży Goniądz – Osowiec – Nowa Wieś, utrzymując przednie oddziały na rubieży Ruda (6 km na południowy wschód od Grajewa) – Okół – Opartowo, jednakże nie wytrzymując naporu atakujących opuściła te rubieże. W dniach 23 – 26 czerwca 1941 zajęła pozycje obronne na rzece Biebrza, po czym rozbita cofa się w kierunku Knyszyn – Wołkowysk, z powodu braku możliwości wyprowadzenia z pozycji porzucając większą część ciężkiego uzbrojenia. W dniach 28 czerwca – 4 lipca 1941 dywizja została całkowicie zlikwidowana w „kotle białostockim”.
19 września 1941 dywizję oficjalnie rozformowano.
Została sformowana powtórnie 2 lipca 1941 jako 2 Moskiewska Dywizja Strzelecka Obrony Narodowej, 26 września 1941 przemianowano ją na 2 Dywizję Strzelecką.
Po raz trzeci została sformowana 23 listopada 1941 w Sewastopolu na bazie 2 Dywizji Kawalerii.
Po raz czwarty została sformowana 31 grudnia 1941 w Archangielskim Okręgu Wojskowym jako 410 Dywizja Strzelecka, w lutym 1942 przemianowano ją na 2 Dywizję Strzelecką; otrzymała ona nazwę wyróżniającą „Mazurska” i została odznaczona Orderem Kutuzowa II klasy.

## Odznaczenia i wyróżnienia
- 1921: 18 Pułk Strzelecki został odznaczony Orderem Czerwonego Sztandaru za bój pod Radoszkowiczami w czasie wojny radziecko-polskiej (następnie odznaczenie przekazano następcy prawnemu 13 Pułkowi Strzeleckiemu);
- 18 listopada 1921: nadano nazwę wyróżniającą 2 Tulska Dywizja Strzelecka (ros. 2-я Тульская сд)[2];
- 23 listopada 1923: nadano nazwę wyróżniającą 2 Białoruska Dywizja Strzelecka (ros. 2-я Белорусская сд) w związku z formowaniem w oparciu o białoruską narodowość[3];
- 29 kwietnia 1927: nadano imię Michaiła Frunzego[4];
- 29 lutego 1928: nagrodzono Honorowym Rewolucyjnym Czerwonym Sztandarem (w związku z 10-leciem RChACz;
- 5 kwietnia 1945: nadano nazwę wyróżniającą Mazurska;
- 5 lipca 1945 odznaczono Orderem Kutuzowa II klasy.

## Dowódcy (szefowie) dywizji
- 5 października 1918 – 12 maja 1919: Michaił Mierro;
- 12 maja 1919 – 6 września 1919: Konstantin Spiżarny;
- 6 września 1919 – 24 września 1919: cz.p.o. Andriej Kieppen;
- 24 września 1919 – 3 sierpnia 1920: Roman Łągwa;
- 3 sierpnia 1919 – 9 sierpnia 1919: cz.p.o. Aleksiej Naumow;
- 9 sierpnia 1919 – 28 września 1920: Władimir Szaszkin;
- 28 września 1920 – 20 października 1921: Eduard Wiłumson;
- 18 listopada 1921 – 10 lutego 1922: kombrig Wasilij Sołoduchin;
- 11 lutego 1922 – 20 lipca 1922: cz.p.o. Siergiej Gribow;
- 6 września 1922 – marzec 1923: Piotr Sztejger;
- marzec 1923 – 4 października 1923: Janis Fabriciuss;
- 5 października 1923 – październik 1924: cz.p.o. Aleksandr Łoktionow (zastępca dowódcy dywizji);
- październik 1924 – listopad 1930: Aleksandr Łoktionow (wyznaczony na dowódcę 4 Korpusu Strzeleckiego);
- 15 listopada 1931 – luty 1934: kombrig Boris Bobrow (wyznaczony na dowódcę 16 Korpusu Strzeleckiego);
- luty 1934 – styczeń 1935: kombrig Andriej Mielik-Szachnazarob (wyznaczony na dowódcę 16 Korpusu Strzeleckiego);
- 23 stycznia 1935 – styczeń 1937: kombrig Miron Połunow (zastrzelił się w Mińsku);
- styczeń 1937 – wrzesień 1937: komdiw Iwan Koniew (wyznaczony na dowódcę 57 Samodzielnego Korpusu Strzeleckiego);
- wrzesień 1937 – listopad 1939: kombrig Stiepan Jeremin (wyznaczony na dowódcę 50 Dywizji Strzeleckiej);
- 29 listopada 1939 – 24 lipca 1941: płk Michaił Griszyn

...
- 31 grudnia 1941 – 11 lutego 1944 płk (od 18 maja 1943 gen. mjr) Dmitrij Łukjanow;
- 12 lutego 1944 – 9 maja 1945: płk Miron Pieriewoznikow.

## Struktura organizacyjna dywizji pierwszego formowania
- 13 pułk strzelecki;
- 200 pułk strzelecki;
- 261 pułk strzelecki;
- 164 pułk artylerii lekkiej;
- 243 pułk artylerii haubic;
- 365 samodzielny batalion czołgów[5]
- 70 dywizjon artylerii przeciwpancernej;
- 94 dywizjon artylerii przeciwlotniczej;
- 59 batalion rozpoznawczy;
- 15 batalion saperów;
- 43 batalion łączności;
- 84 batalion transportowy;
- 91 batalion medyczno-sanitarny;
- 87 pluton przeciwchemiczny;
- 40 piekarnia polowa;
- 144 stacja poczty polowej;
- 250 kasa polowa.